# Reteporella pelecanus
Reteporella pelecanus är en mossdjursart som beskrevs av lopez de la Cuadra och Garcia-Gomez 200. Reteporella pelecanus ingår i släktet Reteporella och familjen Phidoloporidae. Inga underarter finns listade i Catalogue of Life.